# Cornelia (esposa de Pompeyo)

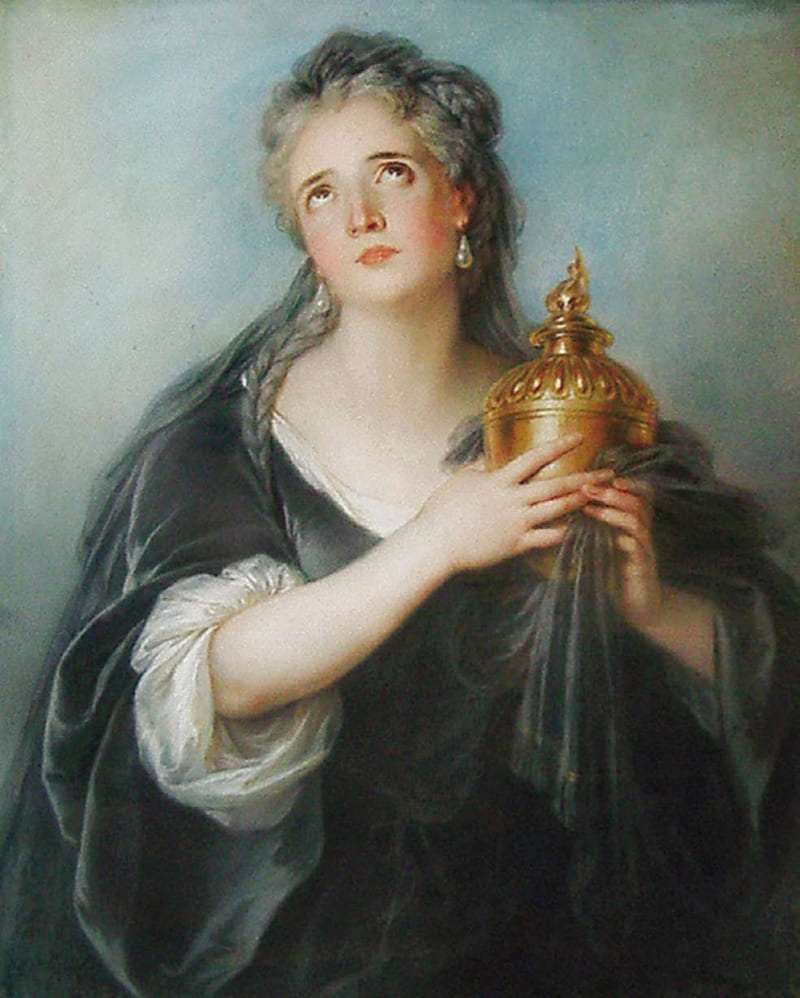
La actriz Adrienne Lecouvreur en el personaje de la Cornelia de La muerte de Pompeyo (Pompée, 1644), obra de teatro de Pierre Corneille.

Cornelia fue una dama romana del siglo I a. C., hija de Metelo Escipión y última esposa de Pompeyo el Grande.

## Biografía
Cornelia fue hija de Metelo Escipión. Estuvo casada primeramente con Publio Licinio Craso, hijo del triunviro Craso, del que quedó viuda cuando murió en la expedición pártica de su padre. Al año siguiente, en el 52 a. C., su padre la entregó en matrimonio a Pompeyo con quien compartía el consulado. La diferencia de edad de los cónyuges atrajo las habladurías en su momento.
Durante las operaciones pompeyanas en Grecia, residió en la isla de Lesbos con Sexto, el hijo menor de Pompeyo. Acompañó a su marido a Egipto tras la batalla de Farsalia y fue testigo de su asesinato. Regresó a Roma con las cenizas después de haber obtenido el permiso de Julio César.
Fue muy admirada en la Antigüedad por su extraordinaria belleza y se distinguió por sus conocimientos en literatura, música, geometría y filosofía.

## En la cultura popular
- Cornelia es uno de los personajes de la ópera de Georg Friedrich Händel de 1724 Giulio Cesare en Egitto ("Julio César en Egipto"), donde ruega a César que salve a su marido; él está por concederle su súplica, pero Pompeyo ya había sido asesinado por los egipcios.

- También es uno de los personajes de la primera temporada de la serie de televisión Roma, emitida en el 2005.